# Четвёртая война диадохов
Четвёртая война диадохов (308—301 годы до н. э.) — завершающая из войн диадохов, результатом которой стало уничтожение державы Антигона I Одноглазого и расширение владений Селевкидов.

## Предыстория
Третья война диадохов привела лишь к сохранению статус-кво, и стороны готовились к новой схватке. Несмотря на формальный мир, сатрап Египта Птолемей I Сотер совершал с помощью флота набеги на киликийское и сирийское побережье, находившееся под контролем Антигона.
Племянник Антигона, которого тоже звали Птолемей, переметнулся на сторону Кассандра, решив, что тот скорее сделает его стратегом Эллады. Однако Кассандр предпочёл заключить соглашение с Полиперхоном, и Птолемей со своим отрядом отправился в Египет. Там он был радушно принят, но потом заподозрен в попытке переворота и убит.
Антигон заключил тайное соглашение с бывшим союзником Птолемея I — кипрским царём Никоклом, однако Птолемей, узнав об измене Никокла, подослал к нему убийц. Тем временем Антигон готовился к повторному вторжению в Грецию. Узнав о его намерениях, Лисимах приказал возвести на полуострове Херсонес Фракийский город Лисимахию, который преграждал бы дорогу от Геллеспонта вглубь страны.

## Ход событий
Весной 308 года до н. э. Птолемей присоединил Киклады и высадился в Пелопоннесе, где занял города Коринф и Сикион. После этого он заключил с Кассандром мир, зафиксировавший за каждым имеющиеся территории, и отбыл в Египет. Птолемея отвлекли события в Кирене, которая отложилась от него ещё в 312 году до н. э.: правитель Кирены Офелл заключил союз с сиракузянином Агафоклом для войны против Карфагена, но был убит. Близлежащая Киренаика была для Птолемея важнее отдалённой Греции, и он срочно снарядил экспедиционный корпус для захвата обезглавленной провинции.
Антигон, остановленный на Геллеспонте Лисимахом, весной 307 года до н. э. отправил из Малой Азии в Афины 250 кораблей под командой своего сына Деметрия. Деметрий беспрепятственно высадился в Пирее, и после двухдневной осады захватил афинский Мунихий. На собрании афинского демоса он заявил, что прибыл вернуть Афинам их прежнюю свободу и былое могущество. Деметрий провёл в Афинах остаток 307 года до н. э., предприняв одну-единственную вылазку, которая завершилась захватом Мегары.
Вернув Киренаику, Птолемей вновь обратил взоры на Восточное Средиземноморье, и начал концентрировать войска и флот на Кипре, готовясь к вторжению в Малую Азию. Чтобы не допустить этого, Антигон пожертвовал Грецией и отозвал Деметрия. Взяв 110 боевых кораблей и 50 транспортов, которые везли 15 000 пехотинцев и 400 всадников, Деметрий высадился на северо-восточном побережье острова, захватил близлежащие города, а затем приступил к осаде Саламина. Когда стало известно, что на выручку Саламина идёт флот Птолемея, Деметрий решил дать морское сражение. В результате сражения Птолемей потерял почти весь флот, а его транспорты достались Деметрию; после этого Саламин капитулировал, а к середине 306 года до н. э. под власть Деметрия перешёл весь Кипр.
Узнав о поражении Птолемея, Антигон провозгласил себя царём. После этого царём себя провозгласил и Птолемей. Примеру Антигона и Птолемея последовали Селевк, Кассандр и Лисимах; за ними последовали Митридат Понтийский, Атропат Мидийский, Агафокл Сиракузский, Дионисий Гераклийский и другие.
В конце лета 306 года до н. э. Антигон выступил из Антигонии-на-Оронте с армией в 80 000 пехотинцев, 8 000 всадников и 83 слона и двинулся в Египет; вдоль побережья за ней двигался флот Деметрия из 150 военных кораблей и 100 транспортов с метательными машинами и снарядами к ним. В конце октября 306 года до н. э. эта армия достигла Пелузия. Птолемей не ввязывался в сражение, ограничившись обороной укреплений. Но он посулил простым воинам неприятеля по 200 драхм за переход на свою сторону, а командирам — по 1000, чем вызвал огромное дезертирство из армии Антигона. Простояв несколько месяцев на Ниле, но так и не сумев переправиться через реку, Антигон был вынужден вернуться в Сирию.
Весной 305 года до н. э. Деметрий привёл флот к берегам Родоса, и потребовал от родосцев прекратить торговлю с Египтом, поддержать Антигона в войне с Птолемеем, открыть гавани острова и выдать ему сто знатнейших жителей острова в качестве заложников. Родосцы приняли большинство условий, но заложников не выдали и открыть гавани отказались, и летом 305 года до н. э. началась осада города Родос. Деметрий не сумел блокировать город с моря, и туда постоянно прорывались суда с подкреплениями и провиантом из Египта. В 304 году до н. э. по приказу отца Деметрий был вынужден подписать с родосцами мир, по условиям которого Родос сохранял независимость, флот и свободу торговли, и становился союзником Антигона и Деметрия против всех, кроме Птолемея.
Осенью 304 года до н. э. Деметрий во главе флота из 330 кораблей прибыл в Грецию и, высадившись на беотийском побережье, тут же овладел городом Халкида, заставил Кассандра снять осаду Афин и отступить к Фермопильскому проходу, причём несколько тысяч человек из армии Кассандра переметнулись к Деметрию. Перезимовав в Афинах, Деметрий весной 303 года до н. э. двинулся в Пелопоннес, изгнал гарнизоны Кассандра и Птолемея, а ближе к концу года созвал в Коринфе синедрион греческих полисов, на котором было объявлено о возобновлении Коринфского договора 337 года до н. э. По этому договору Деметрий становился гегемоном Эллады, и ему поручалась война против «узурпаторов» (Птолемея, Селевка, Кассандра, Лисимаха и Агафокла).
Летом 302 года до н. э., исполняя решение синедриона, Деметрий выступил в поход против Македонии с 60-тысячной армией. Войско Кассандра было значительно меньше, и взять подкрепления было неоткуда, все наёмники были уже наняты другими. В последней надежде Кассандр обратился за помощью сначала к Лисимаху, а затем к Птолемею и Селевку, предложив выступить единым фронтом против Деметрия и Антигона. В результате в последний раз сложилась общая коалиция диадохов. Было решено оттеснить противника в Малую Азию и дать там генеральное сражение.
Пока Кассандр пытался задержать Деметрия у Фермопил, Лисимах переправился через Геллеспонт и покорил многие города Фригии, Эолиды и Лидии. Птолемей вторгся в Келесирию и осадил Сидон, однако потом, получив ложное известие о победе Антигона над прочими царями, вновь отступил в Египет. Селевк пересёк Евфрат и начал продвижение к Тавру.
Антигон, обманув Птолемея и вытеснив Лисимаха из Фригии к Геллеспонту, приказал Деметрию немедленно вернуться в Малую Азию. Деметрий оттеснил вражеские войска от побережья, оседлал Геллеспонт и встал лагерем на азиатском берегу Босфора, где к нему присоединился бежавший от притеснений Кассандра эпирский царь Пирр. Здесь стало известно, что Селевк вступил в Каппадокию. У Селевка было 20 000 пехотинцев, 12 000 всадников (с конными стрелками), 100 серпоносных колесниц и 480 слонов. За зиму и весну 301 года до н. э. Птолемей завершил покорение Келесирии, но не спешил пересекать Тавр; Кассандр вернул Беотию, но выжидал развязки в Малой Азии; Деметрий двинулся от побережья навстречу отцу; Селевк соединился с Лисимахом и со стратегом Кассандра Препелаем, который привёл союзникам подкрепление из Ионии.
Летом 301 года до н. э. армии Антигона и его противников сошлись во Фригии на равнине у города Ипс. В последовавшей битве армия Антигона была разбита, а сам Антигон погиб. Деметрий собрал вокруг себя 5 000 уцелевших пехотинцев и 4 000 всадников, и бежал в Эфес, а оттуда отплыл в Грецию.

## Итоги и последствия
Селевк, Кассандр и Лисимах заключили между собой договор, по которому Кассандр получил Македонию, Фессалию, Элладу и, вероятно, Эпир; Лисимах утвердился во Фракии, Причерноморье и Фригии, а также завладел Вифинией, Пафлагонией и Гераклеей Понтийской. Селевк получил господство над Сирией вплоть до Средиземного моря и над половиной Фригии. Несколько городов в Финикии, Малой Азии и Греции (Тир, Эфес, Милет, Мегары) остались в руках Деметрия.
Под предлогом того, что он не участвовал в битве при Ипсе, Птолемея обошли стороной, и тогда он самовольно овладел Сирией и Палестиной, отошедшими по договору Селевку. Этот захват привёл впоследствии к новым войнам.